# Piran
Piran (Italiaans: Pirano of Pirano d'Istria; Venetiaans: Piran) is een van de drie havensteden van Slovenië, dat slechts een kleine kuststrook van ongeveer 50 kilometer in Istrië heeft. Piran ligt aan de Baai van Piran, op een landpunt in de Golf van Triëst, die deel uitmaakt van de Adriatische Zee. Een dichtstbijzijnde grote stad is het Italiaanse Triëst. In 2022 had Piran de hoogste bevolkingsdichtheid in Slovenië met 5.500 inw./km².
In 2002 telde de gemeente 16.758 inwoners. Het plaatsje ligt ten westen van Izola. Ten oosten grenst het aan Kroatië. Piran is het centrum van de gemeente Piran en is een van de toeristische plekken van Slovenië, wat voor een relatief hoog gemiddeld inkomen zorgt. Piran heeft een jachthaven en kleine luchthaven. De naam Piran is afgeleid van het Griekse woord pyros dat 'vuur' betekent.
Op 24 oktober 2010 werd Piran de eerste stad in Zuidoost-Europa met een zwarte burgemeester: de sociaaldemocraat Peter Bossman (54), afkomstig uit Ghana, werd gekozen tot eerste burger van de havenstad. Hij vertrok in 1977 vanuit West-Afrika naar Slovenië, toen nog een deelrepubliek van het communistische Joegoslavië, om medicijnen te studeren.

## Bezienswaardigheden

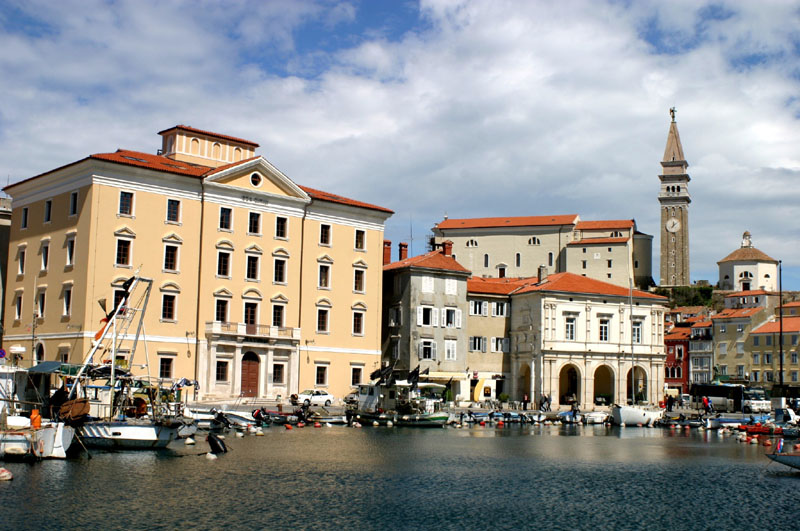
Haven van Piran

Piran is een oude Mediterrane stad. In de oude binnenstad is een rijke geschiedenis terug te vinden zoals de nauwe steegjes, de compacte huizen zoals het Venetiaanse Huis (Benečanka), de middeleeuwse architectuur en een openluchtmuseum.
Verder is er het plein Tartinjev trg (Italiaans: Piazza Tartini) met het standbeeld van Giuseppe Tartini, de Sint Petruskerk en de haven.
Ter viering van de 200 jaar Tartini wilden de inwoners van Piran een monument ter nagedachtenis aan Tartini. De Venetiaanse kunstenaar Antonia dal Zotto mocht het bronzen standbeeld van de maestro maken, in 1896 werd het standbeeld op een voetstuk in Piran neergezet.
Nabij de Tartinijev trg staat ook de Kathedraal van St. Joris.

## Plaatsen in de gemeente
Dragonja, Lucija, Nova vas, Padna, Parecag, Piran, Portorož, Seča, Sečovlje, Strunjan, Sveti Peter

## Geboren in Piran
- Giuseppe Tartini (1692-1770), componist, violist
- Andraž Struna (1989), voetballer